# 니시즈카 야스토미
니시즈카 야스토미(일본어: 西塚 泰美, 1932년 7월 12일 ~ 2004년 11월 4일)는 일본의 의학자, 생화학자이다. 효고현 아시야시에서 태어나 학위는 의학박사(교토 대학·1963년)이며, 고베 대학 명예교수, 고베 대학 학장 등을 역임했다. 일본 학사원 회원, 문화훈장 수장자이다.

## 업적
소의 뇌세포에서 단백질키나아제인 프로틴 키나아제 C를 추출하는데 성공하여 그 기능을 해석했다. 이에 따라 새로운 세포 내의 신호 전달계가 규명되고 암화 기구를 비롯한 여러 생명조절기구가 밝혀졌다. 이 업적은 1991년 미국 과학정보연구소(ISI)가 발표한 논문 인용 빈도에서 7위로 꼽힐 정도로 높이 평가돼 이후 생명과학의 진전에 큰 영향을 미쳤다.

## 주요 경력

### 학력
- 1957년 3월 : 교토 대학 의학부 졸업
- 1963년 3월 : 교토 대학 대학원 의학연구과 박사과정 수료

### 경력
- 1962년 4월 : 교토 대학 의학부 조수
- 1964년 4월 : 교토 대학 의학부 조교수
- 1964년 7월 : 록펠러 대학교 객원연구원
- 1968년 1월 : 고베 대학 의학부 교수
- 1980년 11월 : 생물과학종합연구기구 기초생물학연구소 교수(1981년 4월까지)
- 1981년 4월 : 오카자키 국립공동연구기구 기초생물학연구소 교수(1985년 3월까지)
- 1984년 11월 : 하버드 대학교 의학부 객원교수
- 1989년 4월 : 고베 대학 이학부 교수(1992년 3월까지)
- 1990년 6월 : 스탠퍼드 대학교 객원교수
- 1991년 8월 : 발렌시아 세포연구소(스페인) 객원연구원
- 1992년 4월 : 워싱턴 대학교 객원교수
- 1992년 6월 : 고베 대학 바이오시그널연구센터장(1995년 2월까지)
- 1994년 4월 : 교토 대학 바이러스연구소 교수(1995년 2월까지)
- 1995년 2월 : 고베 대학 학장(2001년 2월까지, 의료 기술 단기대학부 학장 겸임(1998년 3월까지)
- 2001년 2월 : 고베 대학 명예교수
- 2001년 4월 : 효고현 성인병센터 총장

## 수상 경력
- 1975년 : 마쓰나가상(《호르몬에 의한 대사의 조절 기구에 관한 연구》)
- 1982년 : 다케다 의학상(《호르몬 및 신경전달물질의 수용 기구에 관한 연구》)
- 1986년 : 아사히상(《호르몬 및 신경전달물질의 작용 기구에 관한 연구》)
- 1986년 : 일본 학사원상(《호르몬 작용에 있어서 정보의 수용 전달 기구에 관한 연구》)
- 1988년 : Alfred P. Sloan Jr Prize
- 1988년 : 알프레드상
- 1988년 : 가드너 국제상
- 1989년 : 앨버트 래스커 기초 의학 연구상[2]
- 1992년 : 교토상 기초과학 부문
- 1994년 : 울프 의학상
- 1995년 : 에른스트 셰링상
- 2003년 ~ 2004년 : 톰슨 로이터 선정 ‘노벨상 수상 예측 인물’

### 상훈
- 1987년 : 문화공로자
- 1988년 : 문화훈장
- 2004년 : 종3위, 은배1조

## 회원
- 1990년 : 왕립학회 외국인 회원[3]